# 金羊魚
金羊魚為輻鰭魚綱鱸形目鱸亞目鬚鯛科的其中一種，分布於西大西洋地区的從加拿大新斯科細亞省至蓋亞那海域。其的棲息深度9-91公尺，體長可達25公分，棲息在水淺的沙泥底質海域，可做為食用魚。